# Florian Vetsch (Rennfahrer)

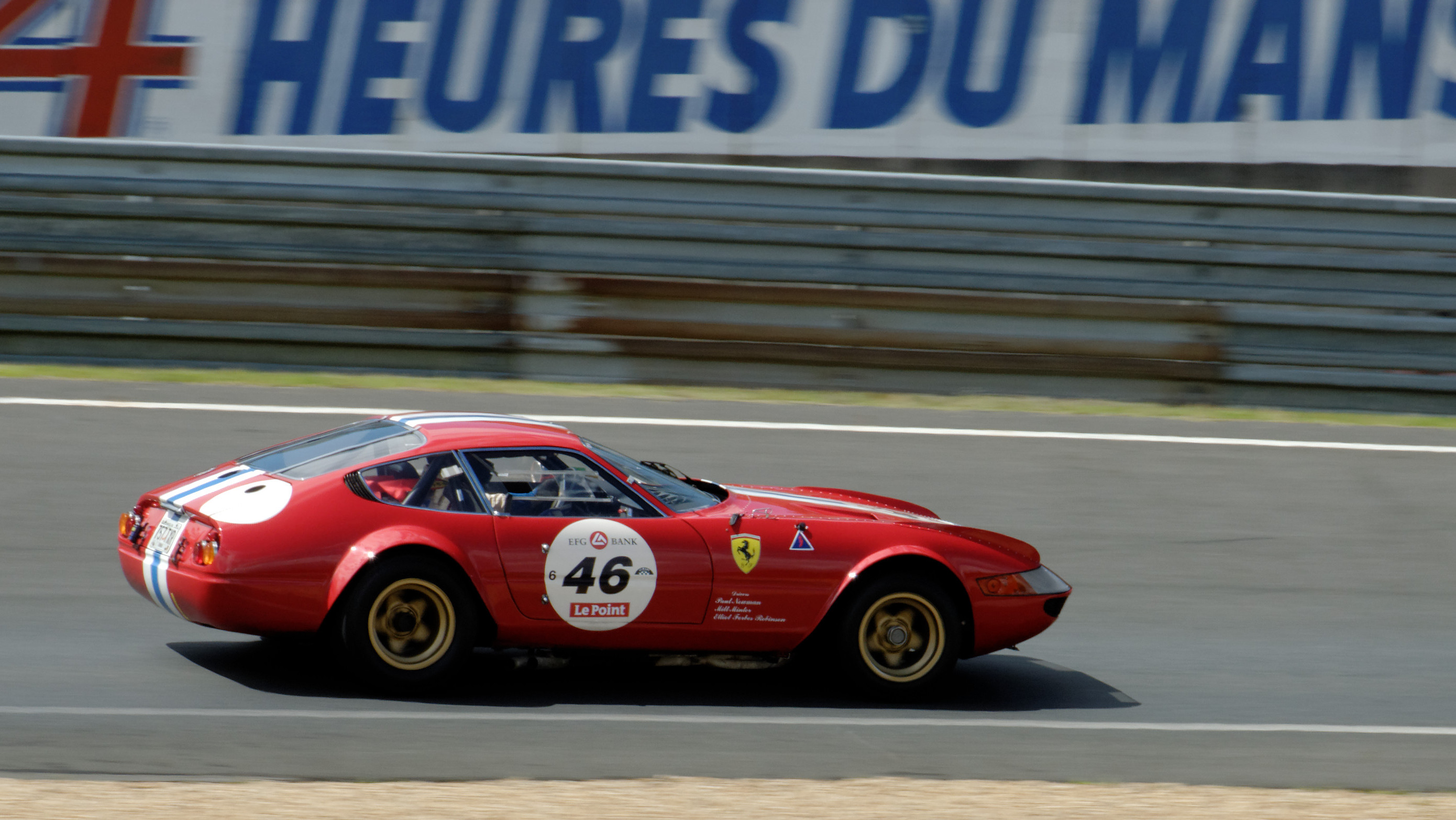
Ferrari 365 GTB/4 Competizione Fahrgestellnummer 14437. Mit diesem Wagen hatte Florian Vetsch die verhängnisvolle Kollision mit dem Lola von Jo Bonnier beim 24-Stunden-Rennen von Le Mans 1972

Florian Vetsch (* 9. Juni 1941 in Genf) ist ein Schweizer Unternehmer und ehemaliger Autorennfahrer.

## Unternehmer
Florian Vetsch absolvierte in den 1950er Jahren eine Ausbildung zum Kfz-Mechaniker und eröffnete 1964 eine Werkstätte in Le Grand-Saconnex, die heute noch in Betrieb ist und sich auf die Restaurierung historischer Automobile spezialisiert hat.

## Karriere als Rennfahrer
Erste Erfahrungen als Fahrer sammelte Vetsch im Rallyesport und bei Bergrennen. 1971 wurde er auf einem Porsche 911 2.2 S Schweizer Rallyemeister. Auf der Rundstrecke hatte er seinen ersten internationalen Einsatz bei der Tour de France für Automobile 1970, bei der er Gesamtelfter wurde. 1972 gab er sein Debüt in der Sportwagen-Weltmeisterschaft und beim 24-Stunden-Rennen von Le Mans. Siebenmal war er bei diesem 24-Stunden-Rennen am Start, ab Mitte der 1970er Jahre war der Le-Mans-Einsatz sein einziges Rennen im Jahr. Seine beste Platzierung im Schlussklassement war der 16. Rang, den er 1973 gemeinsam mit Jean Selz auf einem Porsche 911 Carrera RSR einfuhr.

## Der tödliche Unfall von Jo Bonnier
Bei seinem ersten Rennen in Le Mans 1972 war Florian Vetsch in den tödlichen Unfall von Jo Bonnier verwickelt. Um 8 Uhr am Sonntag in der Früh kollidierte Bonnier in einem Lola T280 mit dem Ferrari 365 GTB/4 von Vetsch beim Anbremsen der Indianapolis-Kurve. Der Lola hob beim Aufprall ab, flog in den angrenzenden Wald und explodierte dort. Der aus dem Wagen geschleuderte Bonnier starb am Unfallort. Vetsch blieb unverletzt.

## Statistik

### Le-Mans-Ergebnisse
| Jahr | Team                       | Fahrzeug                | Teamkollege        | Teamkollege         | Platzierung | Ausfallgrund    |
| ---- | -------------------------- | ----------------------- | ------------------ | ------------------- | ----------- | --------------- |
| 1972 | Scuderia Filipinetti       | Ferrari 365 GTB/4       | Bernard Chenevière | Gérard Pillon       | Ausfall     | Unfall          |
| 1973 | Schiller Racing Team       | Porsche 911 Carrera RSR | Jean Selz          |                     | Rang 16     |                 |
| 1975 | Guy Verrier                | Porsche 911 Carrera RS  | Guy Verrier        | Jean-Robert Corthay | Ausfall     | Zylinderschaden |
| 1976 | Schiller Racing Team       | Porsche 934             | Claude Haldi       |                     | Ausfall     | Ventilschaden   |
| 1977 | Schiller Racing Team       | Porsche 934             | Claude Haldi       | Angelo Pallavicini  | Ausfall     | Motorschaden    |
| 1979 | Racing Organisation Course | Chevron B36             | Marc Sourd         | Robert Carmillet    | Ausfall     | Unfall          |
| 1980 | ROC - Société Yacco        | Lola T298               | Christian Debias   | Michel Dubois       | Rang 18     |                 |

### Einzelergebnisse in der Sportwagen-Weltmeisterschaft
| Saison | Team                                 | Rennwagen                     | 1   | 2   | 3   | 4   | 5   | 6   | 7   | 8   | 9   | 10  | 11  | 12  | 13  | 14  | 15  | 16  | 17  |
| ------ | ------------------------------------ | ----------------------------- | --- | --- | --- | --- | --- | --- | --- | --- | --- | --- | --- | --- | --- | --- | --- | --- | --- |
| 1972   | Schiller Racing Scuderia Filipinetti | Porsche 911 Ferrari 365 GTB/4 | BUA | DAY | SEB | BRH | MON | SPA | TAR | NÜR | LEM | ZEL | WAT |     |     |     |     |     |     |
| 1972   | Schiller Racing Scuderia Filipinetti | Porsche 911 Ferrari 365 GTB/4 |     |     |     |     |     |     | DNF |     | DNF |     |     |     |     |     |     |     |     |
| 1973   | Schiller Racing Team                 | Porsche 911 Carrera RSR       | DAY | VAL | DIJ | MON | SPA | TAR | NÜR | LEM | ZEL | WAT |     |     |     |     |     |     |     |
| 1973   | Schiller Racing Team                 | Porsche 911 Carrera RSR       |     |     |     |     | 16  |     |     |     |     |     |     |     |     |     |     |     |     |
| 1976   | Schiller Racing Team                 | Porsche 934                   | MUG | VAL | NÜR | MON | SIL | IMO | NÜR | ZEL | PER | WAT | MOS | DIJ | DIJ | SAL |     |     |     |
| 1976   | Schiller Racing Team                 | Porsche 934                   |     |     |     |     |     |     |     |     | 13  |     |     |     |     |     |     |     |     |
| 1979   | ROC                                  | Chevron B36                   | DAY | SEB | MUG | TAL | DIJ | RIV | SIL | NÜR | LEM | PER | DAY | WAT | SPA | BRH | ROA | VAL | ELS |
| 1979   | ROC                                  | Chevron B36                   |     |     |     |     |     | DNF |     |     |     |     |     |     |     |     |     |     |     |
| 1980   | ROC                                  | Lola T298                     | DAY | BRH | SEB | MUG | MON | RIV | SIL | NÜR | LEM | DAY | WAT | SPA | MOS | ROA | VAL | DIJ |     |
| 1980   | ROC                                  | Lola T298                     |     |     |     |     |     | 18  |     |     |     |     |     |     |     |     |     |     |     |